# Gonioscelis hadrocantha
Gonioscelis hadrocantha là một loài ruồi trong họ Asilidae. Gonioscelis hadrocantha được Londt miêu tả năm 2004. Loài này phân bố ở vùng nhiệt đới châu Phi.